# Георги Чалдъков
}}
Георги Ников Чалдъков е български учен в транслационната клетъчна биология на сърдечнометаболитни и нервнометаболитни болести.
e-mail : chaldakov@yahoo.com
Георги Ников Чалдъков е роден на 23 февруари 1940 г., Бургас. Работи в Сатедра по анатомия и клетъчна биология и Катедра по транслационна биология на стволови клетки, Медицинския университет, Варна; гл. ред. на Biomedical Reviews, An International Journal of Cell Biology of Disease and Adipobiology, An International Journal of Adipose Tissue in Health and Disease, организатор на Биомедицински форум – програма за непрекъснато медицинско образование; председател на Българско дружество по клетъчна биология. Гост-професор в Kanazawa University Medical School, Kanazawa, Japan, Nis University Medical School, Nis, Serbia, Institute of Biochemistry and Cell Biology, National Research Council-European Brain Research Institute, Rome, Italy. Doctor Honoris Causa in University of Medicine and Pharmacy, Cluj-Napcoa, Romania. Научно-изследователска област: васкуларна биология, адипобиология, невробиология. Член на международни научни организации: International Atherosclerosis Society, European Atherosclerosis Society, International Academy of Cardiovascular Sciences, European Vascular Biology Society, European Cytoskeletal Club.